# Браззавильский муниципальный стадион
Браззавильский муниципальный стадион (фр. Stade olympique de Brazzaville) — национальный стадион Республики Конго, расположен в Кинтеле, пригороде Браззавиля.

## История
Стоимость строительства стадиона составила более 380 миллиардов франков КФА. В строительстве стадиона принимали участие 1500 рабочих из Китая и 2500 конголезцев, процесс постройки занял около 2,5 лет. 1 сентября 2015 года состоялось открытие стадиона, на котором присутствовал президент Республики Конго Дени Сассу-Нгессо. Стадион стал главной площадкой проведения Африканских игр 2015 года (4-19 сентября). Рядом со стадионом расположены гостиницы и административные здания, кафе и рестораны, выставочные центры, олимпийская деревня и вертолётная площадка.
Используется для проведения футбольных матчей, а также имеет легкоатлетическую дорожку. На стадионе проводятся домашние матчи сборной Республики Конго по футболу. Вмещает 60 000 зрителей. На открытии стадиона состоялся футбольный матч между сборными Республики Конго и Ганы.